# 연습곡 Op. 10, 2번 (쇼팽)

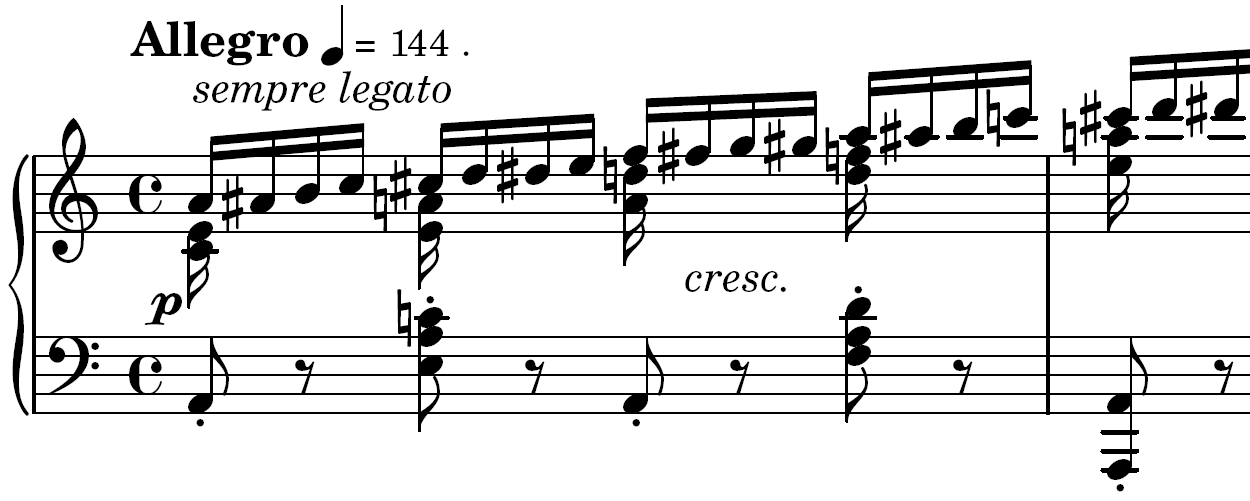
쇼팽 연습곡 Op. 10의 2번의 첫 마디

쇼팽의 연습곡 Op. 10, 2번(Étude Op. 10, No. 2)은 프레데리크 쇼팽이 1829년에 작곡해 1833년에 프랑스, 독일, 영국 등지에서 처음 출판되었다. 이 곡은 오른손의 상대적으로 힘이 약한 3, 4, 5번 손가락으로 반음계를 연주하는 곡으로 상당히 난해한 곡에 속한다. 반면에 왼손과 오른손의 1,2번 손가락은 화음을 연주한다. 쇼팽은 이 곡을 작곡하면서 직접 손가락을 움직여 센 결과 이 곡의 전체 음표는 800개에 달한다고 말했다.

## 난이도
이 연습곡의 기술적 특징은 오른손의 세 바깥 손가락이 연주할 수 있는 반음계와 같은 손의 첫 번째 손가락과 두 번째 손가락이 연주할 수 있는 짧은 음계이며, 어려운 점은 M.M. 144의 요구되는 템포로 피아노와 레가토에서 이것을 고르게 하는 것이다. 쇼팽 이전의 이그나츠 모셸레스와 같은 피아노 작곡가들은 같은 손으로 연주할 수 있는 반주가 있는 반음계를 도입했다. 하지만 반음계는 결코 "약한" 손가락에는 주어지지 않는다. 라이히텐트리트(Leichtentritt)는 쇼팽이 이 에뛰드에서 이미 오래 전부터 쓸모없다고 여겨졌던 17세기 이전의 손가락질 습관을 부활시켰다고 믿는다. 쇼팽에게 있어 이 에뛰드의 기술적 중요성은 그가 다른 어떤 곡에도 적용시키지 않은 그의 손가락의 광범함에 의해 입증된다.
알프레드 코르토는 극복해야 할 첫 번째 난이도는 "세 번째, 네 번째, 다섯 번째 손가락의 교차"와 "해당 손가락의 연속적인 작용으로 인한 긴장"이라고 말한다. 그는 먼저 모든 음계에서 세 개의 바깥 손가락으로 반음계를 연습할 것을 주장한다. 코르토는 "피지카토" 음표를 "맞기보다는 튕기라"고 권한다.